# Andriej Kirilenko
Andriej Giennadjewicz Kirilenko (ros. Андрей Геннадьевич Кириленко; ur. 18 lutego 1981 w Iżewsku) – rosyjski koszykarz, występujący na pozycji niskiego skrzydłowego. W drafcie NBA 1999 został wybrany z 24 numerem przez Utah Jazz. W 2007 roku zdobył wraz z reprezentacją Rosji mistrzostwo Europy, będąc wybranym ich MVP.
11 grudnia 2014 został oddany w wymianie przez Brooklyn Nets do Philadelphii 76ers. Odmówił występów w tym klubie, za co został zawieszony bez prawa do wypłaty, 9 stycznia 2015. 21 lutego został zwolniony.
23 lutego 2015 podpisał umowę z klubem CSKA Moskwa.

## Osiągnięcia
Na podstawie, o ile nie zaznaczono inaczej.

### NBA
- Uczestnik meczu gwiazd NBA (2004)
- Wybrany do[8]:
  - I składu:
    - defensorów NBA (2006)[9]
    - debiutantów NBA (2002)[10]

  - II składu defensorów NBA (2004, 2005)[8]
- 2–krotny uczestnik Rookie Challenge (2002, 2003)
- Lider NBA w blokach (2005)[11]

### Rosja
Drużynowe
- Mistrz:
  - Euroligi (2012)
  - Zjednoczonej Ligi VTB (2012)
  - Rosji (1999, 2000, 2012)

Indywidualne
- MVP[12]:
  - Euroligi (2012)
  - ligi rosyjskiej (2000, 2001)
  - Zjednoczonej Ligi VTB (2012)
  - Final Four Zjednoczonej Ligi VTB (2012)
- Obrońca Roku Euroligi (2012)
- Zaliczony do[12]:
  - I składu:
    - Euroligi (2012)
    - rosyjskiej ligi PBL (2012)

  - Galerii Sław VTB (2019)[13]
- Uczestnik meczu gwiazd:
  - ligi rosyjskiej (1999)
  - Europy (1999)
- Lider Euroligi w zbiórkach (2012)

### Reprezentacja
Drużynowe
- Mistrz Europy (2007)
- Brązowy medalista:
  - olimpijski (2012)
  - mistrzostw Europy (2011)

Indywidualne
- MVP:
  - Eurobasketu (2007)
  - mistrzostw świata U–19 (1999)
  - mistrzostw Europy U–16 (1997)
- 3–krotnie zaliczany do I składu Eurobasketu (2003, 2007, 2011)
- Lider:
  - w przechwytach:
    - Eurobasketu:
      - 2003, 2005, 2007, 2011
      - U–18 (1998)
      - U–16 (1997)

    - igrzysk olimpijskich (2000)[14]

  - Eurobasketu:
    - w zbiórkach (2005)
    - w blokach (2001, 2003, 2005)

### Inne
- Zawodnik Roku: 
  - Euroscar (2012)[15]
  - All-Europeans (2012)[16]
  - FIBA Europe (2007, 2012)